# Kosmos 557
Kosmos 557 (ros. Космос 557) – radziecki sztuczny satelita Ziemi, niedoszła stacja kosmiczna programu Salut. Początkowo miał zostać nazwany Salut 3, jednak z powodu awarii podczas wejścia na orbitę otrzymał oznaczenie Kosmos 557. Wystartował 3 dni przed  amerykańską stacją Skylab.
Z powodu błędu w oprogramowaniu kontrolnym Centrum Kontroli w Korolowie straciło połączenie ze stacją, lecz silniki korekcyjne rozpoczęły pracę i mogły kontynuować ją do czasu wyczerpania paliwa. Gdy stacja znalazła się na orbicie i została wykryta przez amerykański system radarowy NORAD, władze ZSRR - mając świadomość, że misja DOSa-3 (pierwotne oznaczenie stacji) zakończyła się katastrofą - oznajmiły, że jest to satelita Kosmos 557 i pozwoliły na autodestrukcyjne wejście stacji w atmosferę, które nastąpiło 22 maja 1973.